# シャルル・グノー
シャルル・フランソワ・グノー（フランス語: Charles François Gounod、1818年6月17日 - 1893年10月18日）は、フランスの作曲家。パリ郊外のカルチエ・ラタン出身。

## 概要
ゲーテの『ファウスト』第1部に基づく同名のオペラで知られるほか、バチカンの実質的な国歌である『教皇行進曲（Marche pontificale）』を作曲したことや、バッハの『平均律クラヴィーア曲集』第1巻 前奏曲 第1番から伴奏を引用した声楽曲『アヴェ・マリア』（1859年）、『ヒッチコック劇場』で使用された『操り人形の葬送行進曲』（1872年）などを完成させたことでも知られている。「フランス近代歌曲の父」とも呼ばれ、美しい旋律、色彩感に満ちたハーモニーを伴った優雅でやさしい音楽は今日も広く愛されている。
パリの芸術と音楽に恵まれた家庭に生まれたグノーは、後にパリ音楽院に入学し、ローマ大賞を受賞する。卒業後彼は音楽研究のために2年間のローマ留学の後、ウィーン、ベルリン、ライプツィヒ等を経由して、イタリアでファニー・メンデルスゾーン、ドイツではフェリックス・メンデルスゾーンに会った。イタリアではパレストリーナやシスティーナ礼拝堂の古い宗教音楽に影響を与え、1843年にパリに戻った後、一時司祭になることを考えたため彼は、サントゥスタシュ教会の聖歌隊楽長兼教会オルガニストとなった。
1851年に最初のオペラ『サッフォー』を作曲するが、『ファウスト』ほどの大成功をおさめることはできなかった。この作品は今日でも最も有名なグノー作品であるが、シェイクスピア原作のオペラ『ロメオとジュリエット』（1867年初演）もまだ録音・上演機会がある。この頃、教会音楽、歌曲、管弦楽曲、オペラなど多彩なジャンルの作品を書いていた。
グノーの音楽家としての生活は普仏戦争によって一時中断された。彼は1870年にプロイセン軍によるパリ進行から逃れるため家族とともにロンドンに移住した。戦後、家族はパリに戻ったが、グノーのみロンドンに残り、アマチュア歌手のジョージナ・ウェルドンの家に住んでいた。3年後、彼は彼女の家を離れ、家族の元に戻った。彼がフランスに長期間不在だったことと、若手のフランスの作曲家の活躍もあり、彼がもはやフランス音楽界の代表者ではなくなっていた。グノーは他のビゼーを代表する多くの作曲家から尊敬され、慕われる人物ではあり続けたが、晩年には時代遅れと評され、今後『ファウスト』以上の成功を記録することはなく、彼の名は徐々に忘れ去られていった。彼はパリ近郊のサン＝クルーの自宅で75歳の生涯を閉じた。
グノーの作品は現在は一般的に知られる作品はあまり残っているないが、後輩のフランスの作曲家のほとんどは彼に影響を与えた。彼が音楽に取り入れたロマンチックな雰囲気は、マスネなどのオペラに引き継がれる。また古典的な旋律と優雅さはフォーレに影響を与えたとされる。ドビュッシーは、グノーは「当時の本質的なフランスの感性を代表している」と書いた。

## 生涯

### 幼少期
シャルル・グノーはフランソワ・ルイス・グノー（François Louis Gounod、1758年 - 1823年）とその妻ヴィクトワール Victoire、旧姓ルマショワ Lemachois（1780年 - 1858年）の次男としてパリのカルチエ・ラタンで生まれた。母はピアニスト・元ピアノ教師、父は画家・彫刻家・美術教師であった。長男ルイ・アーバン（1807年 - 1850年）は建築家として成功した。シャルルの誕生直後、父はシャルル・フェルディナン・ダルトワ男爵の宮廷画家に任命されていた。ため、シャルルの幼少期のグノー夫妻の住居はヴェルサイユ宮殿にあり、そこにアパートが割り振られた。1823年、5歳のときに父が没した時、グノーの母はまたピアノ教師を始める。父の死後は母の手によって育てられた。

### 教育
グノーはパリの学校を転々とし、最後に通ったのはリセ・サン＝ルイ（Lycée Saint-Louis）だった。ここに通ったことで、彼はラテン語とギリシャ語に優れた有能な学者になった。判事の娘として生まれ育った彼の母親は、グノーが弁護士になることを望んでいた。しかし、彼は芸術を好み、優れた絵画・音楽への知識を持っていた。こうして母親にピアノの手ほどきを受けて楽才を開花させる。グノーに音楽的影響を与えたのはイタリア座（Théâtre de la comédie italienne）で観た、ロッシーニの『オテロ』とモーツァルトの『ドン・ジョヴァンニ』だった。1835年に『ドン・ジョヴァンニ』が上演されたとき、彼は後にこう回想している。
私はオペラの始まりから終わりまで、長い歓喜の中に座っていた。
同じ年の後半、彼はベートーヴェンの交響曲第6番『田園』と交響曲第9番『合唱付き』の演奏を聴き、私の音楽的熱意に火を付ける。

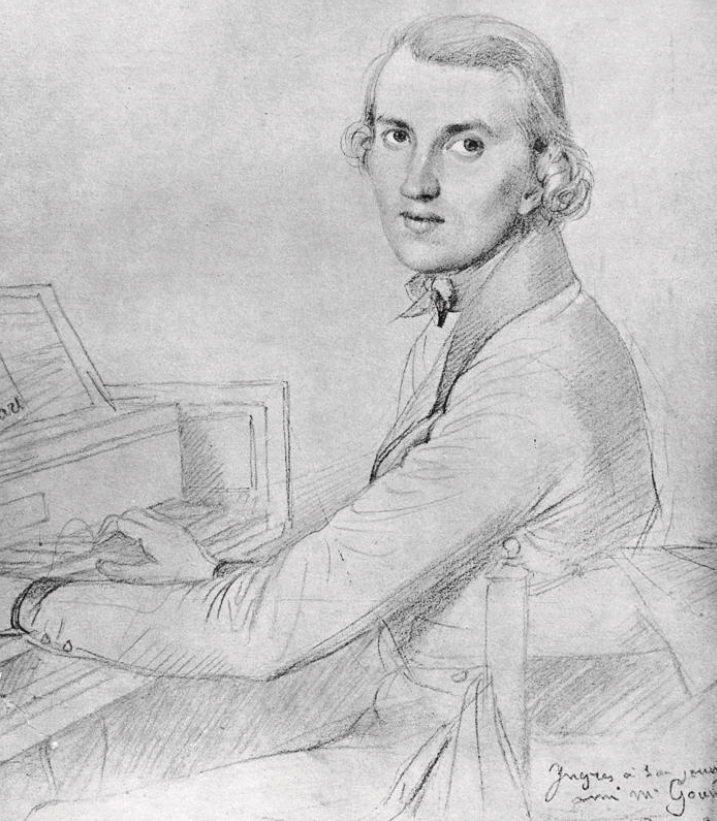
22歳のシャルル・グノー（アングル画）

在学中、グノーはアントニーン・レイハ（ベートーヴェンの友人であり、同時代の人からは「当時生きていた中で最も偉大な教師」と評された）から個人的に対位法を学び、1836年にレイハが没した後、パリ音楽院に入学してオペラ作曲家フロマンタル・アレヴィに対位法とフーガを、アンリ・モンタン・ベルトン、ルシュール、フェルディナンド・パエールに作曲を師事した。ほとんどの教師はグノーの成績をあまり認めなかったが、音楽院在学中にエクトル・ベルリオーズに出会うと、彼は後に、ベルリオーズと彼の音楽が青春時代に最も大きな影響を与えたものの一つであると語った。 1838年にルシュールが没した後、彼の弟子達が協力して記念ミサ曲を作曲する。うち『アニュス・デイ』部の作曲はグノーに任せられた。この『アニュス・デイ』を、ベルリオーズは高く評価した。

### ローマ大賞受賞
1837年に初めてローマ大賞音楽部門に応募し、2位を得た。1839年にカンタータ『フェルディナン』（Ferdinand）でローマ大賞を受賞した。これが3回目の応募である。なお、父は1783年にローマ大賞絵画部門で2位を得ている。この賞により、グノーは補助金を受けてローマのヴィラ・メディチで2年、オーストリアとドイツで1年学ぶことができた。グノーにとって、これは彼の音楽生活の始まりであり、彼に印象を与え、それは晩年まで残ることとなった。音楽学者のティモシー・フリン（Timothy Flynn）の見解では、この賞は「おそらくグノーの人生の中で最も重要な出来事」であったという。

#### ローマ時代
グノーはこの賞により、1840年からローマのヴィラ・メディチへ2年間留学した。当時ヴィラ・メディチ所長は画家のドミニク・アングルで、父のことをよく知っており、グノーにも優しく接した。
グノーがローマで出会った著名な人物の中には、オペラ歌手のポーリーヌ・ヴィアルドやメンデルスゾーンの姉のファニーもいた。ガルシア＝ヴィアルドはグノーのその後において大きな助けとなり、ファニーを通して彼女の兄だけでなく、フェリックスを通しては長い間無視されていたJ.S.バッハの音楽も知った。またグノーはフェリックスによって「これまで聞いたことのないであろうドイツ音楽のさまざまな傑作」も紹介された。イタリア滞在中にグノーはジェラール・ド・ネルヴァルによってフランス語に翻訳されたゲーテの『ファウスト』を読み、その第一部をオペラ化にすることに興味を抱くようになる。それが20年の年月をかけて実現した。イタリア留学期間には、他にも沢山の曲が書かれた。
ローマでは、グノーはドミニコ会の説教者アンリ・ラコルデールの影響で自分の作品に強い宗教音楽への共感が高まっていることに気づき、市内の教会にある絵画からインスピレーションを得た作品を制作した。 ローマの芸術に影響を受けなかったベルリオーズとは異なり、グノーはミケランジェロの作品に感銘を受けた。彼はまた、パレストリーナやシスティーナ礼拝堂の古い宗教音楽に興味を持った。
それに対して、彼と同世代（19世紀前半）のイタリア音楽は魅力を感じなかった。彼は、ドニゼッティ、ベルリーニ、メルカダンテらのオペラを厳しく批判し、これらの作曲家を「活力と威厳がなく、ロッシーニの偉大な幹に絡みついたつるのよう」だと評した。

#### ウィーン・ドイツ時代
ローマ賞の3年目はオーストリアとドイツで過ごすことになっており、グノーはウィーンで自作のミサ曲を上演した。ウィーン国立歌劇場で初めて『魔笛』を聴き、昔モーツァルトやベートーヴェンなどの音楽で栄えたこの街に住む喜びが現存する手紙に記されている。ウィーン音楽の指導者・後援者であるフェルディナント・フォン・シュトックハマー（Ferdinand von Stockhammer）伯爵は、グノーのレクイエムミサの舞台化した作品を上演した。初演は大成功で、その成功によりシュトックハマーは作曲家に2個目のミサ曲を要求した。
グノーはウィーンからプロイセンに移った。その後ファニーの弟フェリックス・メンデルスゾーンに会うためにライプツィヒへ向かった。最初出会った際にはメンデルスゾーンは「ああ、あなたが私の姉に話していた狂人ですね（Ah! c'est vous le fou dont ma soeur m'a parlé!）」と始まったが、グノーは4日間をメンデルスゾーンを楽しませるために使い、お互い高く評価するようになった。メンデルスゾーンはグノーに交響曲第3番を聴いてもらえるようライプツィヒ・ゲヴァントハウス管弦楽団の特別コンサートを企画し、聖トーマス教会のオルガンでバッハの作品を演奏した。グノーはそれに応えて自身の「怒りの日」を演奏し、メンデルスゾーンがルイジ・ケルビーニに値すると述べたときは満足したという。後のグノーの作品である交響曲第1番や聖セシリア荘厳ミサ曲、歌劇『ミレイユ』などにメンデルスゾーンの影響が見られる。
このような巨匠からのこのような言葉は真の名誉であり、多くのリボンよりも誇りを持って身につけるものである。

### パリへ戻る

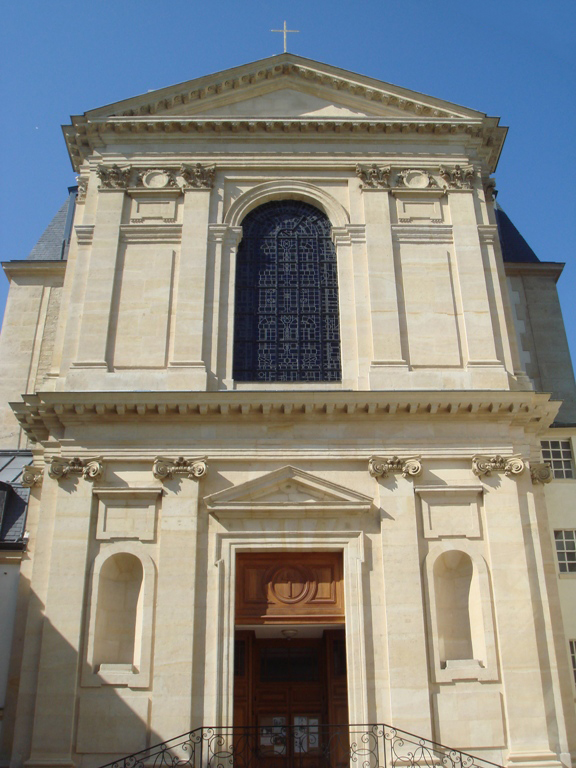

1843年5月にパリに戻り、母親の援助でパリ外国宣教会の学校 (fr:Séminaire des Missions étrangères de Paris) の楽長に就任し、宗教音楽の演奏のために合唱隊を訓練した。ローマ賞受賞者にとって、それは特別なことではなかった。教会のオルガンは古く、聖歌隊はテナーと聖歌隊少年の2人のバスで構成されていた。グノーが困難に思ったのは、教会音楽を改革しようとする彼の試みに対してほとんどの信徒が敵対的だったということである。
また、サントゥスタシュ教会の聖歌隊楽長兼教会オルガニストとなった。さらに音楽を離れて聖職に就くことを目指し、1847年からサン＝シュルピス教会で神学を学んだが、翌年の1848年のフランス革命によって学業を中断した。
沢山の人から大切に扱われていたにもかかわらず、グノーは毅然とした態度を取り続けた。彼は徐々にキリスト信者を魅了していった。このなか、グノーの宗教への関心はますます強くなった。彼は幼なじみで司祭となっていたチャールズ・ゲイ（Charles Gay）と再会し、一時聖職者を志した。1847年に彼はサン＝シュルピス教会で神学と哲学を学び始めたが、やがて自分の能力に疑問を抱いた彼は、叙階を求めず、音楽家としてのキャリアに戻ることを決意した。グノーは後にこう回想した。
私が海外で教会の音楽監督の職を辞めたとき、1848年革命が勃発したばかりでした。 4年半もこの仕事をして、そこから多くのことを学びましたが、将来のキャリアに関しては、何の展望もなく、青々とした状態になってしまいました。作曲家が名を上げることができる場所はただ1つだけです、それは劇場です。

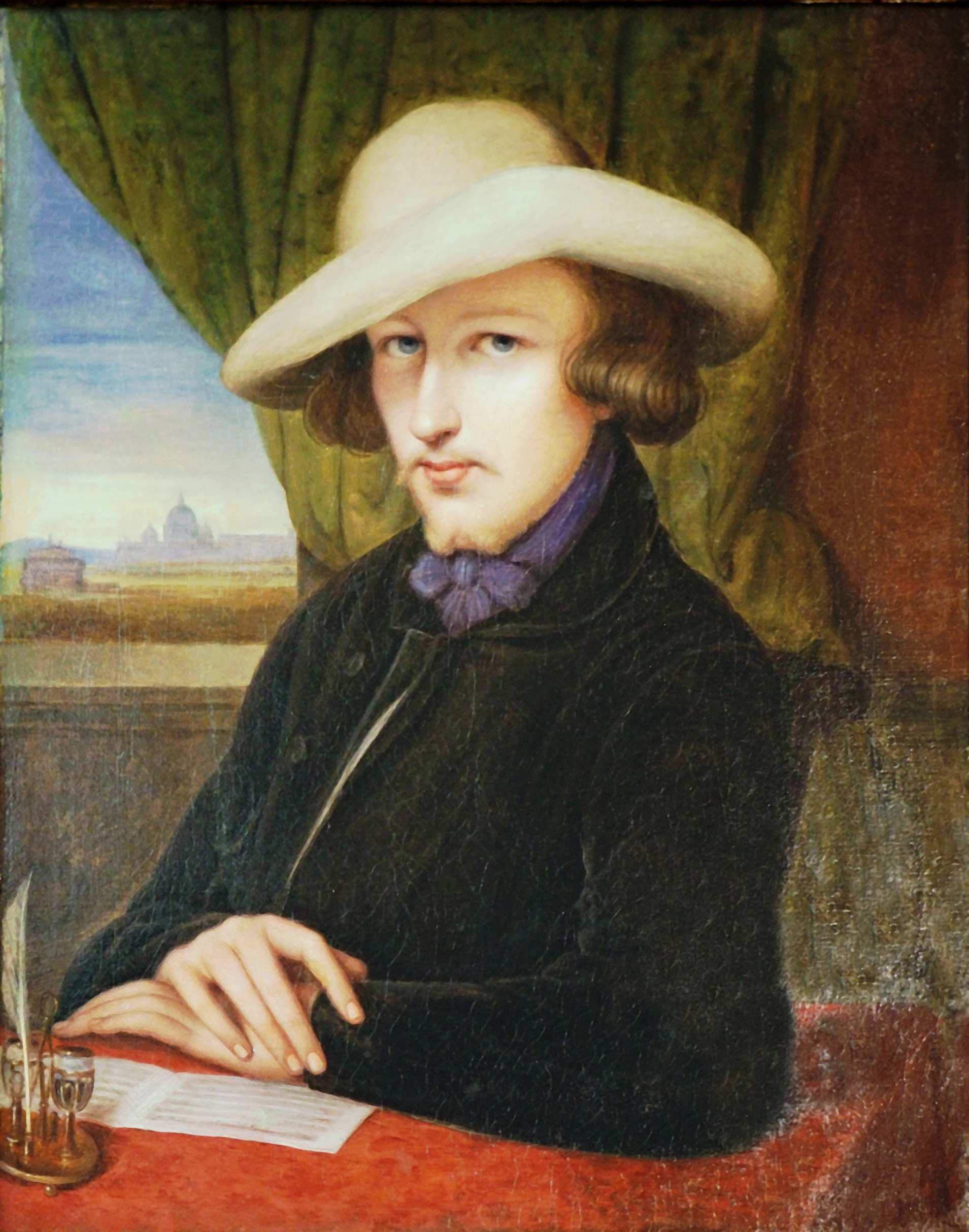
ハインリヒ・ランジェリヒによる肖像画

音楽家に戻ったグノーは、1849年にパリで再会したポーリーヌ・ヴィアルドの支援によってオペラ作曲家の道に進んだ。当時、非常に名の知られていたヴィアルドは、彼のために長編オペラの依頼を確保した。この点でグノーは例外的に幸運だといえる。1840年代の初心者作曲家は、せいぜい一幕の幕上げを書くように頼まれるのが普通だった。1851年グノーと台本作家エミール・オージエは、古代ギリシャの伝説をもとに最初のオペラ『サッフォー』を初演するが、いずれも成功しなかった。このためグノーはいったんオペラ作曲から遠ざかって交響曲を2曲作曲、1855年には『聖セシリア荘厳ミサ曲』を完成し、これらの作品によってグノーの名声は高まった。この曲は、1855年にサントゥスタシュ教会で行われた聖セシリアの日の祝典のために書かれたものである。この成功は、グノーが「オペラのスタイルと教会音楽を融合させること、つまり多くの同僚が試みては失敗した課題」に成功したことを示しているという。『サッフォー』は1851年4月16日にパリ・オペラ座で初演された。この作品はベルリオーズによっても批評された。彼はいくつかの箇所は「非常に美しい…演劇の最高レベル」だったが、他の部分は「恐ろしく、耐えられず、恐ろしい」と感じたという。この作品は不評で、観客を集めることができず、9回の公演にとどまった。だが、同年後半にロンドンのロイヤル・オペラ・ハウスで一度公演され、この際ヴィアルドが表題役を務めた。今度は称賛も多かったが、『モーニング・ポスト（The Morning Post）』は「残念なことに、このオペラは非常に冷遇された」とも記録した。

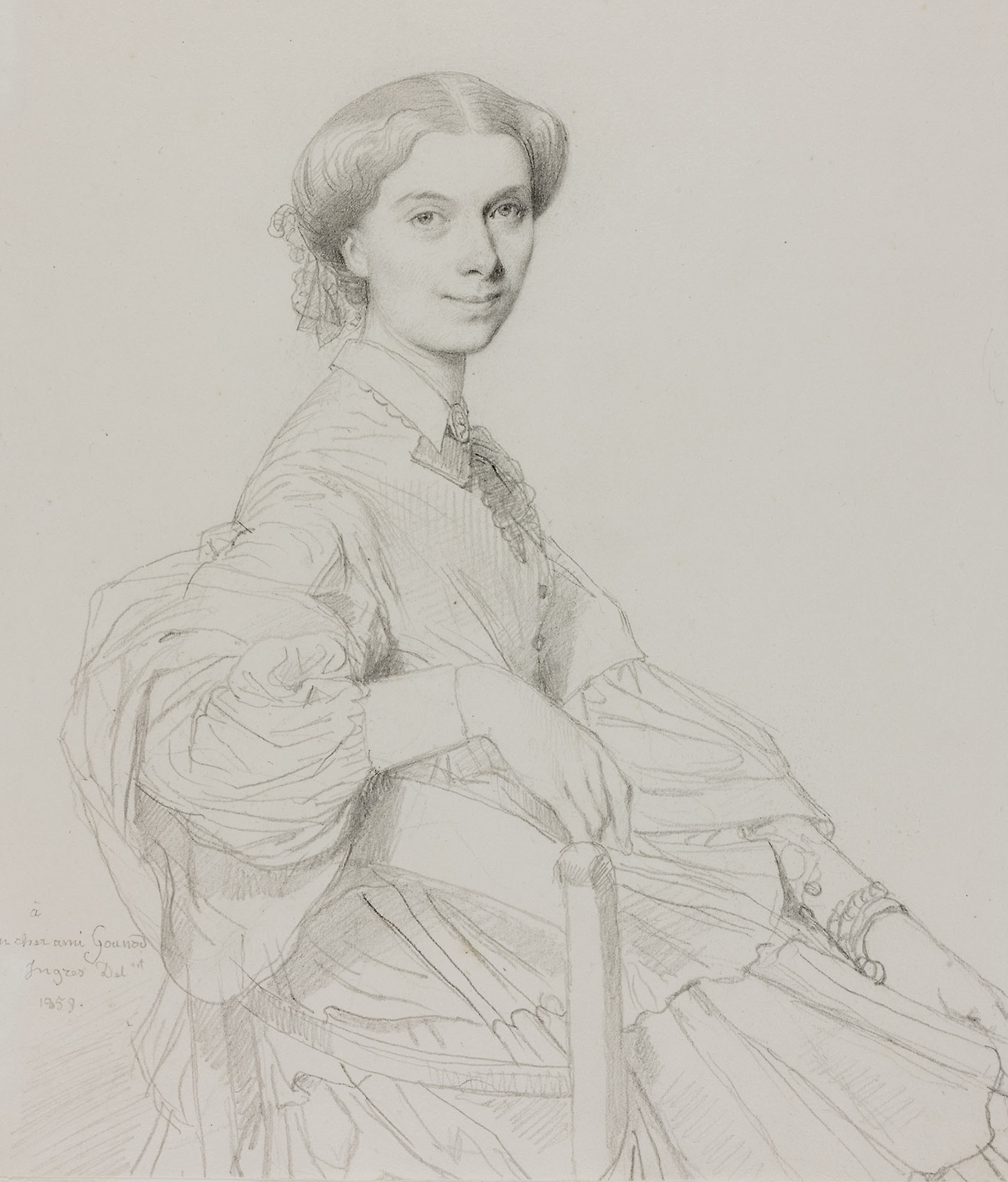
妻アンナ（アングル画）

1851年4月、グノーはまたグノーは音楽教師ピエール・ジメルマンの娘のアンナと結婚した。この結婚はヴィアルドとの関係の破綻につながった。アンナの両親は、理由は定かではないが、彼女との関わりを絶たせた。グノーの伝記作家スティーヴン・ヒュブナー（Steven Huebner）は、グノーとの人間関係に関する噂について言及しているが、「本当の話は依然から曖昧なままである」と付け加えている。グノーはパリの公立学校で歌唱の監督を任命され、1852年から1860年までパリの合唱団オルフェオン (fr:Orphéon) の指揮者に就任した。彼はまた、高齢で病気がちな義父の代理を頻繁に務め、個人の生徒に音楽の指導を行っていた。その中にいたジョルジュ・ビゼーはグノーの教育に共感。「彼の温かく父のような人」と称賛し、生涯の崇拝者であり続けた。
初演で不評だった『サッフォー』も上演期間の短さにも関わらず、この作品は徐々にグノーの人気を集めるようになってきた。やがてコメディ・フランセーズは彼に、オデュッセイアに基づいたフランソワ・ポンサール（François Ponsard）の悲劇『ユリス』（1852年）の付随音楽の作曲を依頼した。グノーはすぐに依頼通り作曲したが、ポンサールの劇は評判が悪かったこともあってか、中々売れなかった。
台本作家のウジェーヌ・スクリーブとジェルマン・ドラヴィーニュ（Germain Delavigne）はグノーのために『血に染まった修道女』のテキストを書き直し、作品は1854年10月18日にオペラ座で公開された。批評家たちは台本の出来を嘲笑したが、音楽と演出は賞賛した。この初演中止はオペラ座の劇場経営者ネストル・ロクプラン（Nestor Roqueplan）が、敵対者のフランソワ＝ルイ・クロニエ（François-Louis Crosnier）に経営権を渡したことから始まった。彼はこの『血に染まった修道女』を「汚物」と評し、11回目を機に強制的に公演を中止させた。
ヨハン・ゼバスティアン・バッハの『平均律クラヴィーア曲集』第1巻第1曲の前奏曲に旋律をかぶせた『アヴェ・マリア』はあるいはジメルマンの影響によるものかもしれない。

### オペラの黄金期

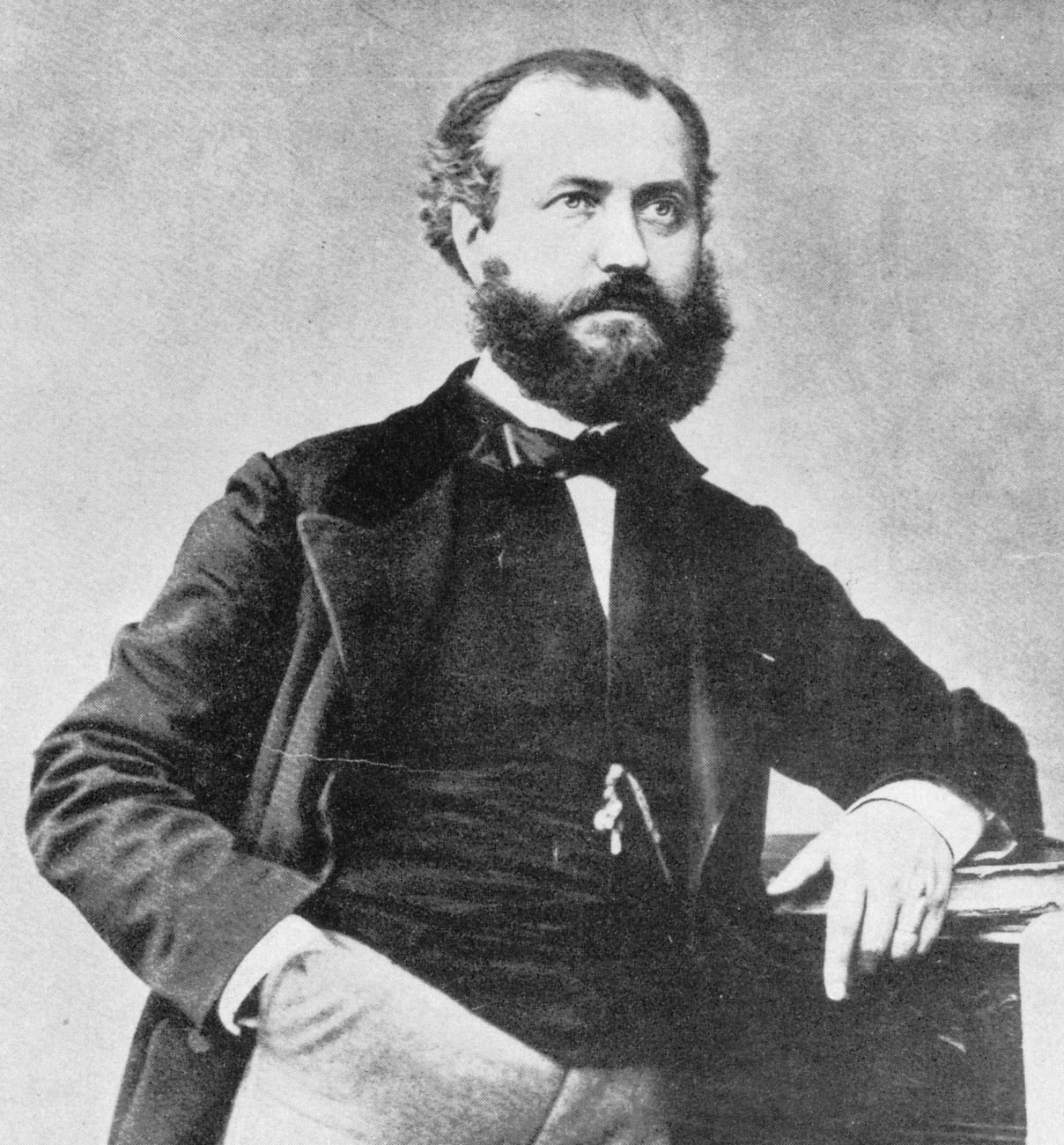
『ファウスト』初演時のグノー

1856年1月、グノーはレジオンドヌール勲章が与えられた。同年6月、彼と妻には二人の子供のうちの第一子となる息子ジャン（1935年没）が生まれた。1858年にグノーは次のオペラ『いやいやながら医者にされ』を作曲した。J.バルビエとM.カレによる優れた台本は、原作を忠実に再現し、優れた評価を得たが、その初演の翌日に母が亡くなったためにグノーは落胆した。その後も『いやいやながら医者にされ』は19世紀の後半から20世紀前半にかけてパリなどで公演された。1893年、イギリスの『ミュージカル・タイムズ』紙はその「抗しがたい陽気さ」を賞賛した。スティーヴン・ヒュブナーは、このオペラはその後相対的に無視されるに値しないと話している。

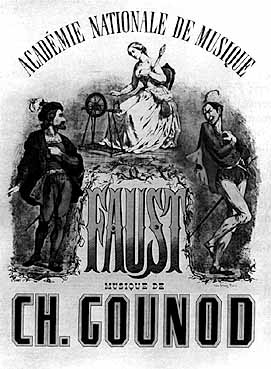
『ファウスト』オペラ座上演時のポスター

バルビエ、カレとともに、グノーはイタリア時代に読んだゲーテの『ファウスト』を原作とするオペラ『ファウスト』の制作を始めた。 制作を始めたのは1856年からだが、別の作曲家が同じ題材によるメロドラマ（音楽劇）を他の劇場で上演されたため、制作はやむなく一旦中断せざるを得なかった。1858年にグノーはまたこの作品の作曲に戻り、スコアを完成させ、年末に向けてリハーサルが始まり、1859年にリリック座で初演された。グノーは後にこのオペラが「最初はあまり大衆の心を打たなかった」と回想しているが、一部の修正と出版社アントワーヌ・ド・ショーダン（Antoine de Choudens）による精力的な宣伝のもと、このオペラはようやく国際的な成功を収めた。 1861年にはウィーンで、1863年にはベルリン、ロンドン、ニューヨークでも上演が行われた。これは初めて成功したグノーのオペラとなった。この作品は今日でも最も有名なグノー作品である。
この後の一時期はオペラ作家としてのグノーの絶頂期をなし、1860年代にはさらに5つのオペラを作曲している。中でもシェイクスピア原作のオペラ『ロメオとジュリエット』（1867年初演）は現在も定期的に上演・録音がなされている。この2つの大きな成功の後、グノーは『サバの女王』（1862年）では確実な失敗を経験した。この曲は豪華に装丁されており、初演には皇帝ナポレオン3世と皇后ウジェニーも出席したが、評判は酷く、15回の演奏で上演は終了した。がっかりしたグノーは、慰めを求めて家族とともにローマへの長旅をした。この住民はかつてないほど彼をあたたかく迎えてくれた。ヒュブナーは、「キリスト教と古典文化が密接に絡み合っているローマに改めて触れたことで、パリに戻った彼のキャリアの苦難に向けて活力が湧いた」と話している。
1863年に娘のジャンヌ（1945年没）も生まれる。

### ロンドン時代

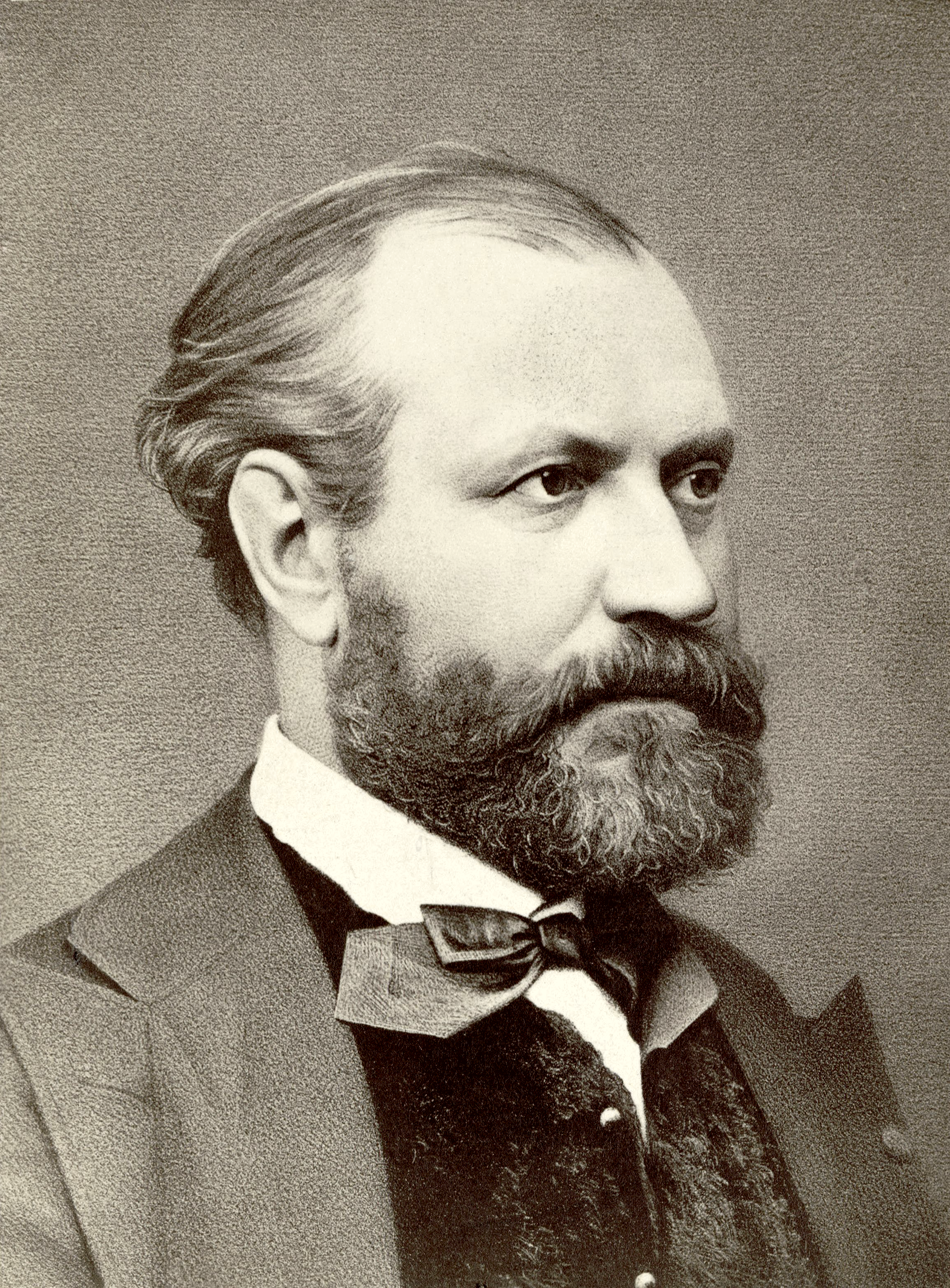
1870年、ナダール撮影

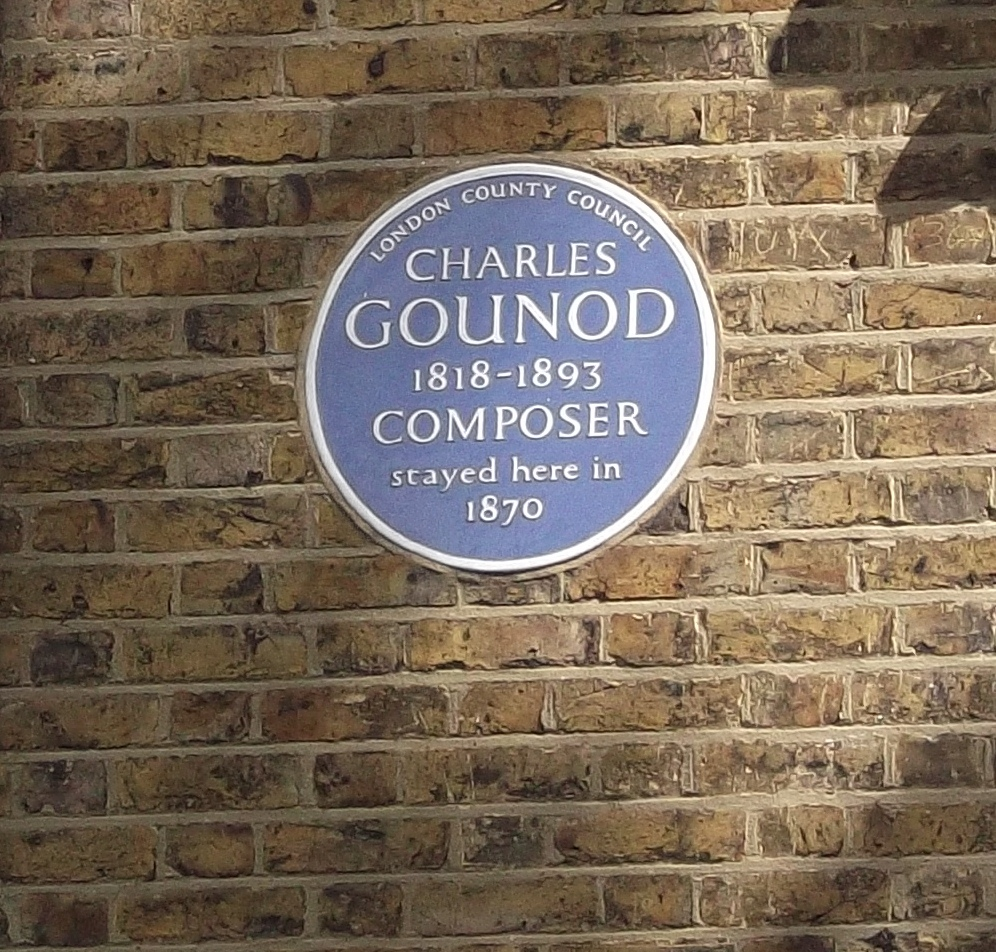
ロンドンの住居にあるグノーのブルー・プラーク

1870年に普仏戦争が勃発すると、グノーの家族は戦乱を避けて、まずセーヌ＝マリティーム県ディエップ近くの田舎へ、そしてイギリスへ移住した。サン・クルーにあった家はプロイセン軍によって破壊された。ロンドンで生計を立てるために、グノーはイギリスの小さな出版社のための音楽を書いた。当時の英国では、宗教音楽に対する大きな需要があり、グノーは喜んで対応した。
グノーは、年次国際博覧会の組織委員会から、1871年5月1日にグノーはロイヤル・コーラル・ソサエティのオープンのための合唱曲作曲を求められた。グノーはそれに応じた。最終的に彼はロイヤル・アルバート・ホールの合唱団のディレクターに任命された。この頃から、グノー作品の多くが実質的に声楽曲や合唱曲となった。協会はのちにヴィクトリア女王の要望を得て王立合唱協会と改名された。彼はまた、フィルハーモニー協会やクリスタルパレス（水晶宮）、セント・ジェームス・ホール（St James's Hall）、その他の会場でオーケストラを指揮した。他国よりイギリスの音楽を支持している者は、グノーがコンサートで現地の作曲家を軽視していると不満を述べた。『タイムズ』紙の音楽評論家J・W・デイヴィソン（James William Davison）は、この頃の音楽に目を向けず、ファンではなかったが、『ミュージカル・ワールド（The Musical World）』、『ザ・スタンダード（The Standard）』の音楽ライターのヘンリー・チョーリー（Henry Chorley）は熱狂的な支持者であった。『ペルメル・ガゼット（The Pall Mall Gazette）』と『モーニング・ポスト（The Morning Post）』はグノーを偉大な作曲家と呼んだ。

ジョージナ・ウェルドン

1871年2月、ジュリアス・ベネディクトはグノーを音楽教師・アマチュア歌手のジョージナ・ウェルドンに紹介した。彼女はすぐにグノーの職業上および私生活に大きな影響を与えるようになった。1871年にフランスに終戦を迎えると、妻子は家族とともにフランスに去るが、グノーはロンドンに残り、ウェルドンの家に住んでいた。ウェルドンは出版社との競争的な商慣行を紹介し、多額の印税を交渉したが、これは最終的に激しい論争にまで発展し、出版社が起こした訴訟に巻き込まれ、グノーは敗訴した。
グノーはウェルドンの家で3年近く暮らした。フランスの新聞は、彼がロンドンに留まる動機について推測した。1874年初頭でも、『タイムズ』紙のJ・W・デイヴィソンとの関係は決して良くはなく、個人的に敵対するようになっていた。イギリス滞在におけるプレッシャーにより、グノーは神経衰弱の状態に陥った。1874年5月に友人のガストン・ド・ボークール（Gaston de Beaucourt）がロンドンにわざわざ来て、彼をパリの自宅に戻した。グノーがロンドンからいなくなったことを知ったウェルドンは激怒し、後にグノーがウェルドンの自宅に残した原稿をもとに、2人の交際について「自己正当化」するような記事を載せたりするなど、彼に多くの問題を与えた。後に彼女は彼に対して訴訟を起こし、事実上イギリスに帰国することができなくなってしまった。

### 晩年

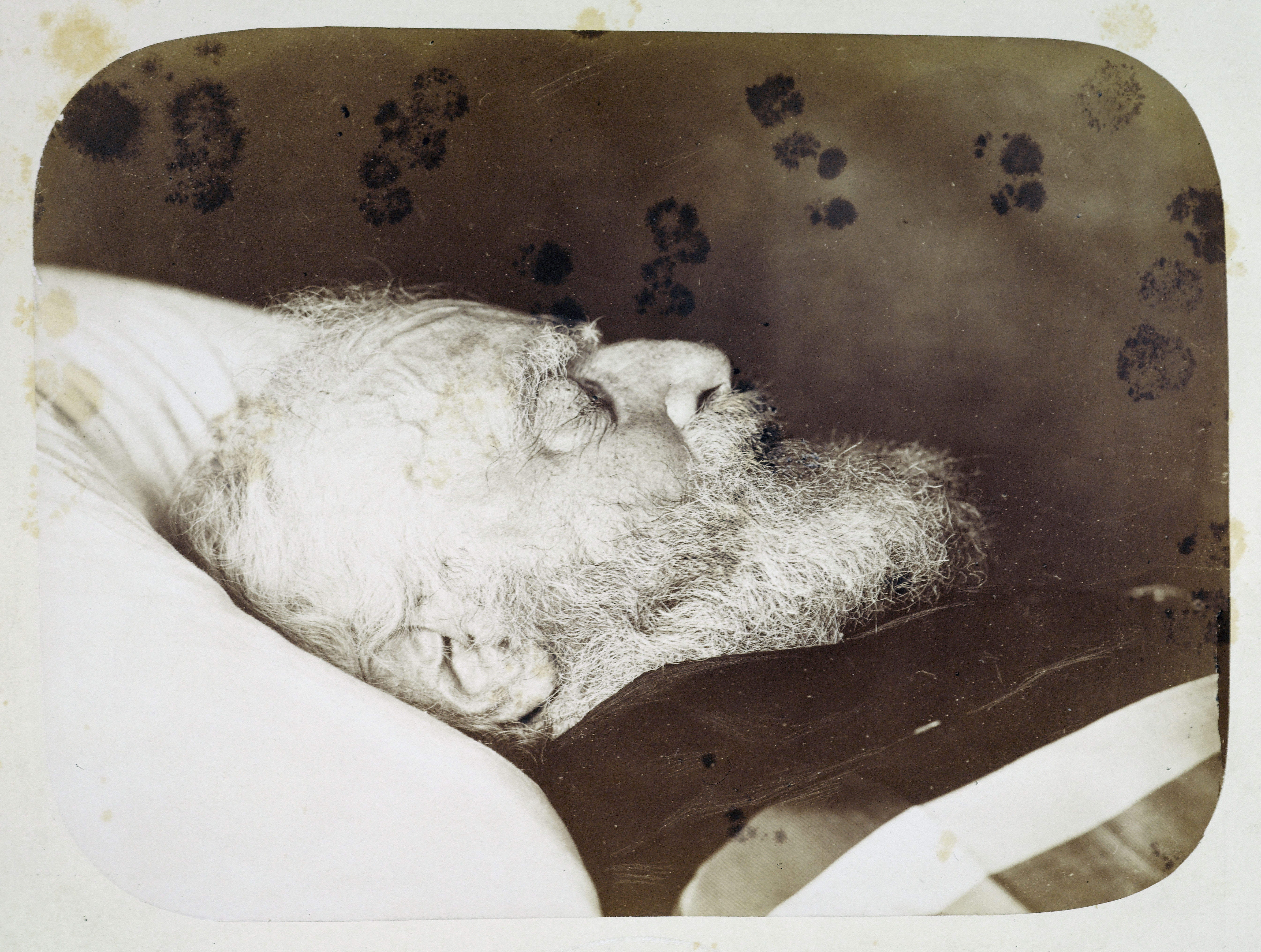
死の床のグノー、エティエンヌ・カルジャ撮影

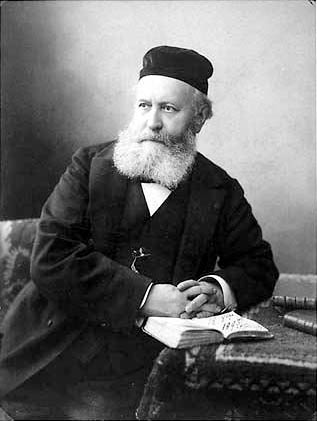
1887年、ナダール撮影

グノーのロンドン滞在中に、フランスの音楽の流行りは大きく変化した。1869年にベルリオーズが亡くなったころは、グノーは一般的にフランスを代表する作曲家とみなされていた。しかしながら彼はフランスに戻っときには、もはやフランス音楽の先駆者ではなくなっていたのだった。後輩のビゼー、シャブリエ、フォーレ、マスネなどの新しい国民音楽協会の会員を含む新興世代が地位を確立しつつあったのである。彼は、たとえ自身の地位が下がったとしても、気分を害することはなく、むしろ若い作曲家たちに対して好意的に接していた。後の世代の中で彼が最も感銘を受けたのは、17歳年下のサン＝サーンスで、彼のことを「フランスのベートーヴェン」と呼んだと言われている。
パリに戻った後、グノーはオペラの作曲を再開するが成功しなかった。晩年にはふたたび主に宗教曲を手掛けている。ロンドンに住んでいたときから書いていた『ポリュクト』を完成させ、1876年にサン＝マール侯を題材にした4幕の歴史劇『サン＝マール』を作曲した。『ポリュクト』は1877年4月にオペラ・コミック座で初演されたが、56回公演というグノーにしては平凡な結果だった。さらに『ポリュクト』が初演されたときの評判はさらに悪かった。
グノーの最後のオペラである『ザモラの貢ぎ物』（1881年）は34夜にわたって上演され、1884年には『サッフォー』の改訂版を制作し、オペラ座で30回上演された。この改訂版においてウェルドンを欺騙的な悪役のグリセールという役のモデルとして仕立てた。このキャラクターについてグノーはこのように回想した。「私は悪魔のような醜さで、恐ろしいモデルを夢見ていました」そして1888年11月、グノーはオペラ座での500回目の公演を指揮した。
グノーは晩年をサン＝クルーで過ごし、宗教音楽を作曲したり、回想録やエッセイを執筆した。彼の最後のオラトリオ『アッシジの聖フランチェスコ』は1891年に完成した。 1893年10月15日、地元の教会のオルガンでミサ曲を演奏し、帰宅した後、孫のモーリスを追悼するための『レクイエム』ハ長調を作曲した。これが最後の作品となった。彼はスコアの準備中に脳卒中を起こし、3日間昏睡状態になった後、10月18日に、75歳で世を去った。
1893年10月27日、パリのマドレーヌ寺院で国葬が執り行われた。参列者の中には、アンブロワーズ・トマ、ヴィクトリアン・サルドゥ、後のフランス大統領レイモン・ポアンカレもいた。グノーの生前の要望でフォーレがグノーの音楽を指揮した。礼拝後、グノーの遺体はサン・クルー近くのオートゥイユ墓地 (fr:Cimetière d'Auteuil) に運ばれ、親族の眠る墓に埋葬された。

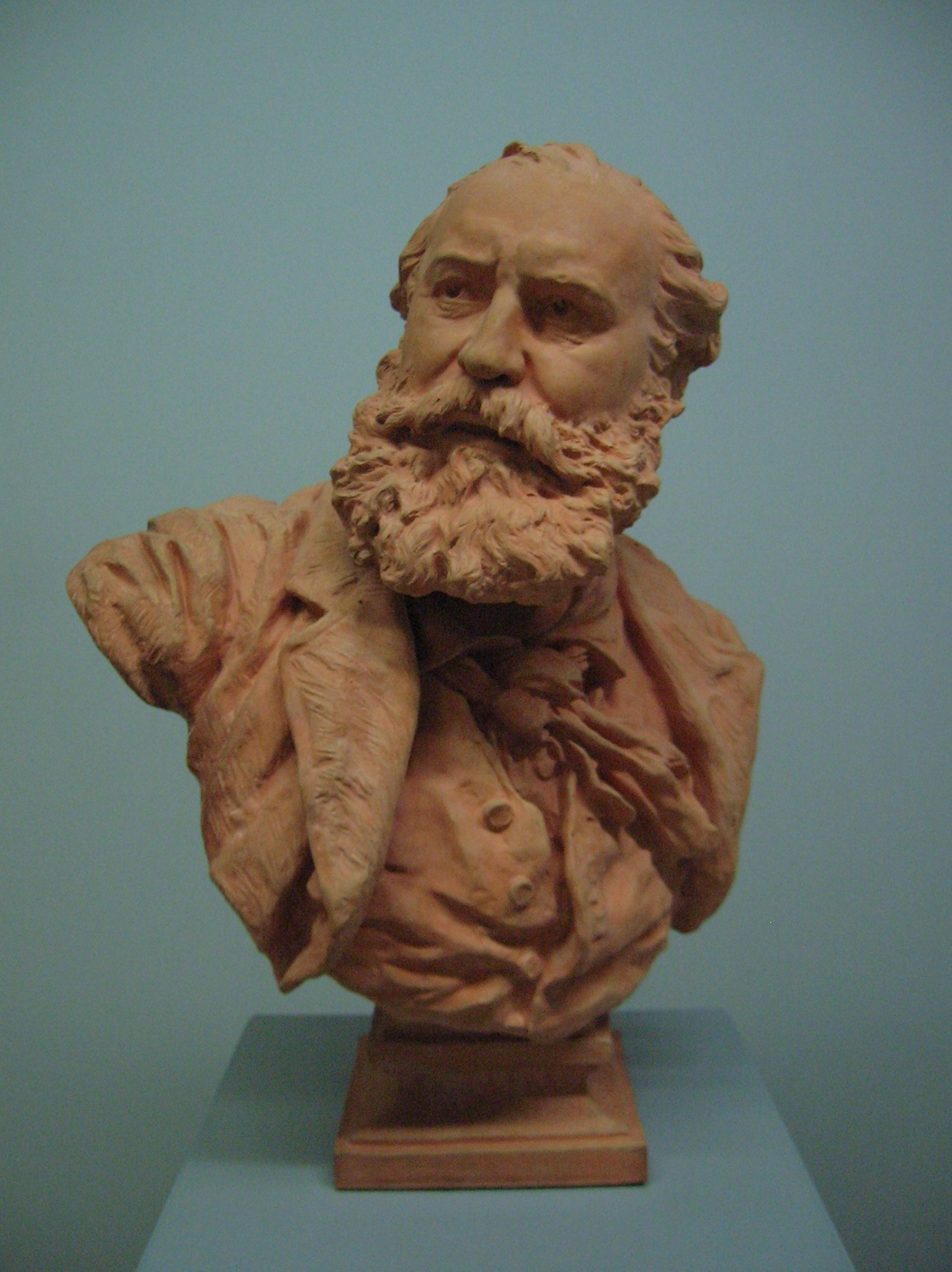
ジャン＝バティスト・カルポー作、1873年（テラコッタ）
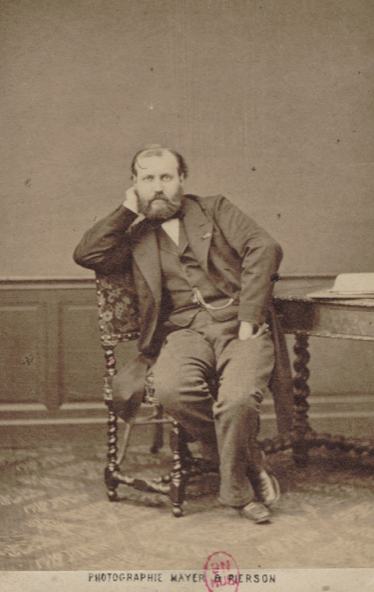
シャルル・グノー（1875年）、メイヤーとピエール＝ルイ・ピエルソンによる撮影
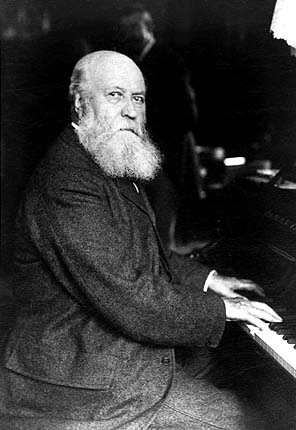
ピアノに向かうグノー（1885年）
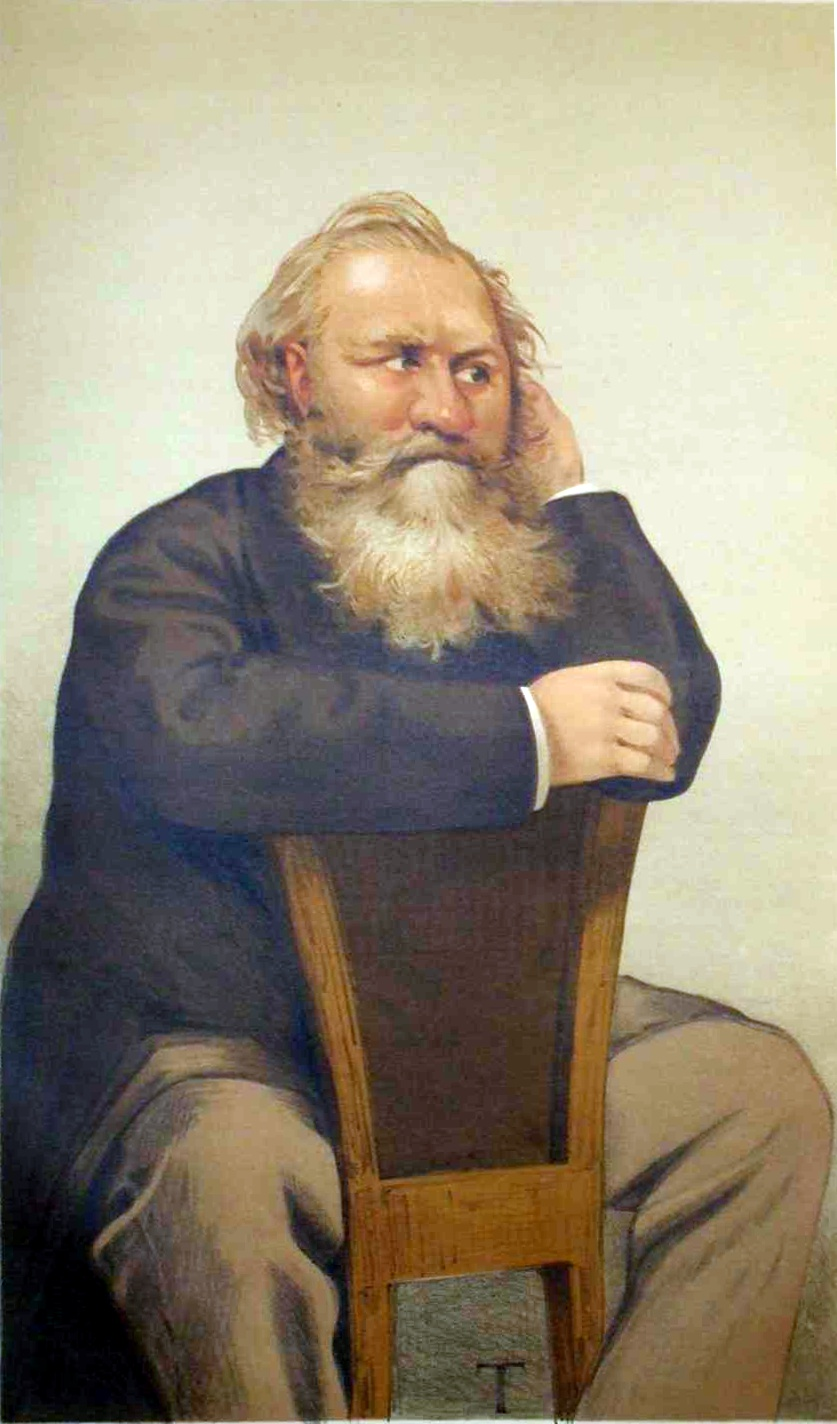
『ヴァニティ・フェア』より、グノーのカリカチュア（1879年）
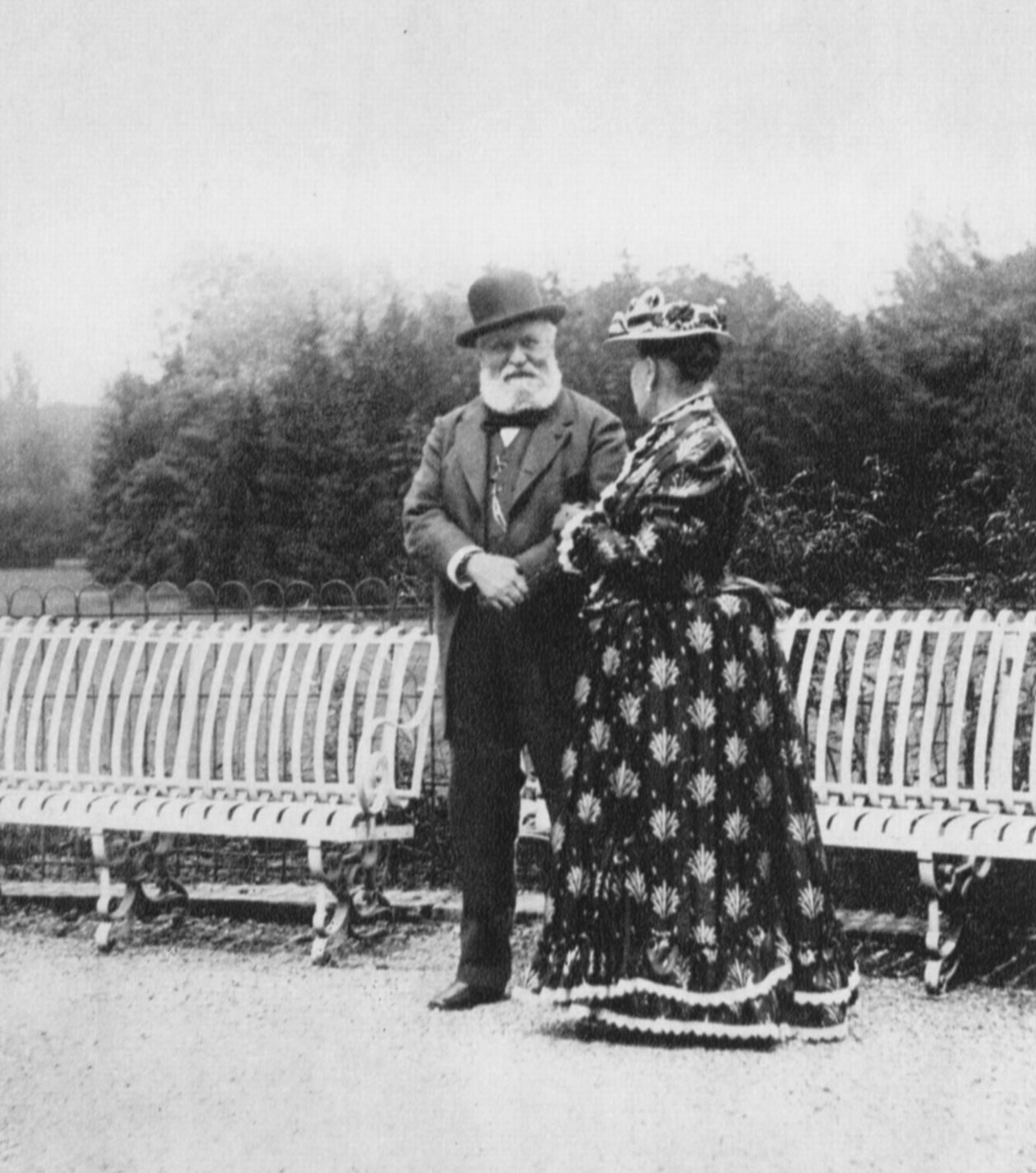
グノーとマチルド・ボナパルト、Giuseppe Primoli撮影（1893年）
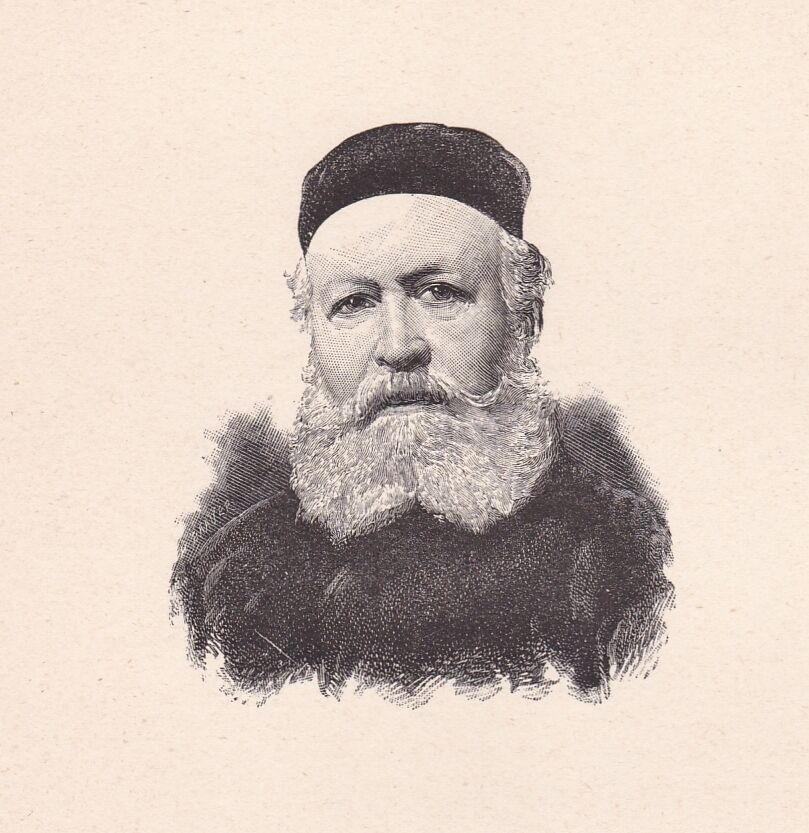
アンリ・ブロール画、（1894年）
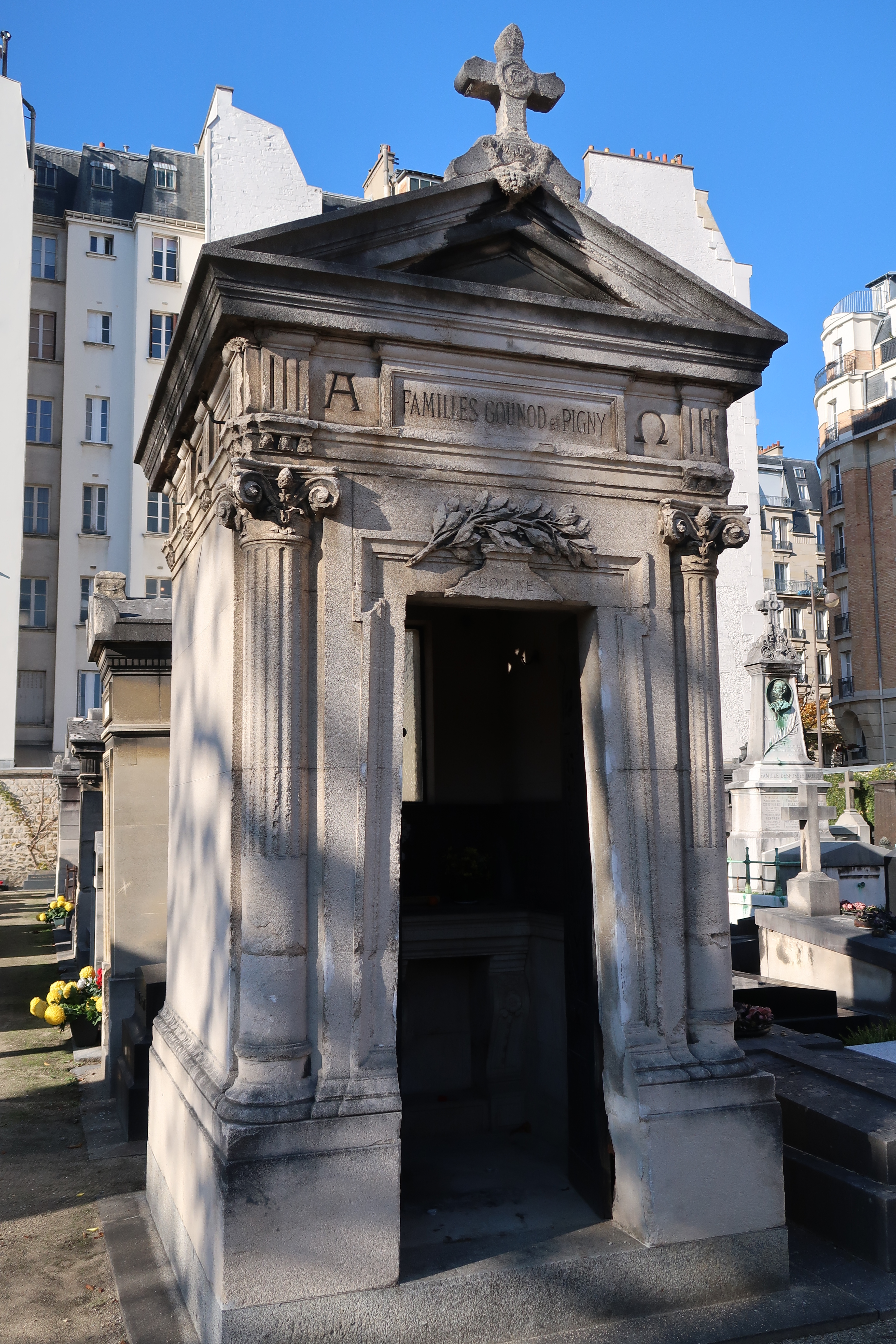
オートゥイユ墓地の墓
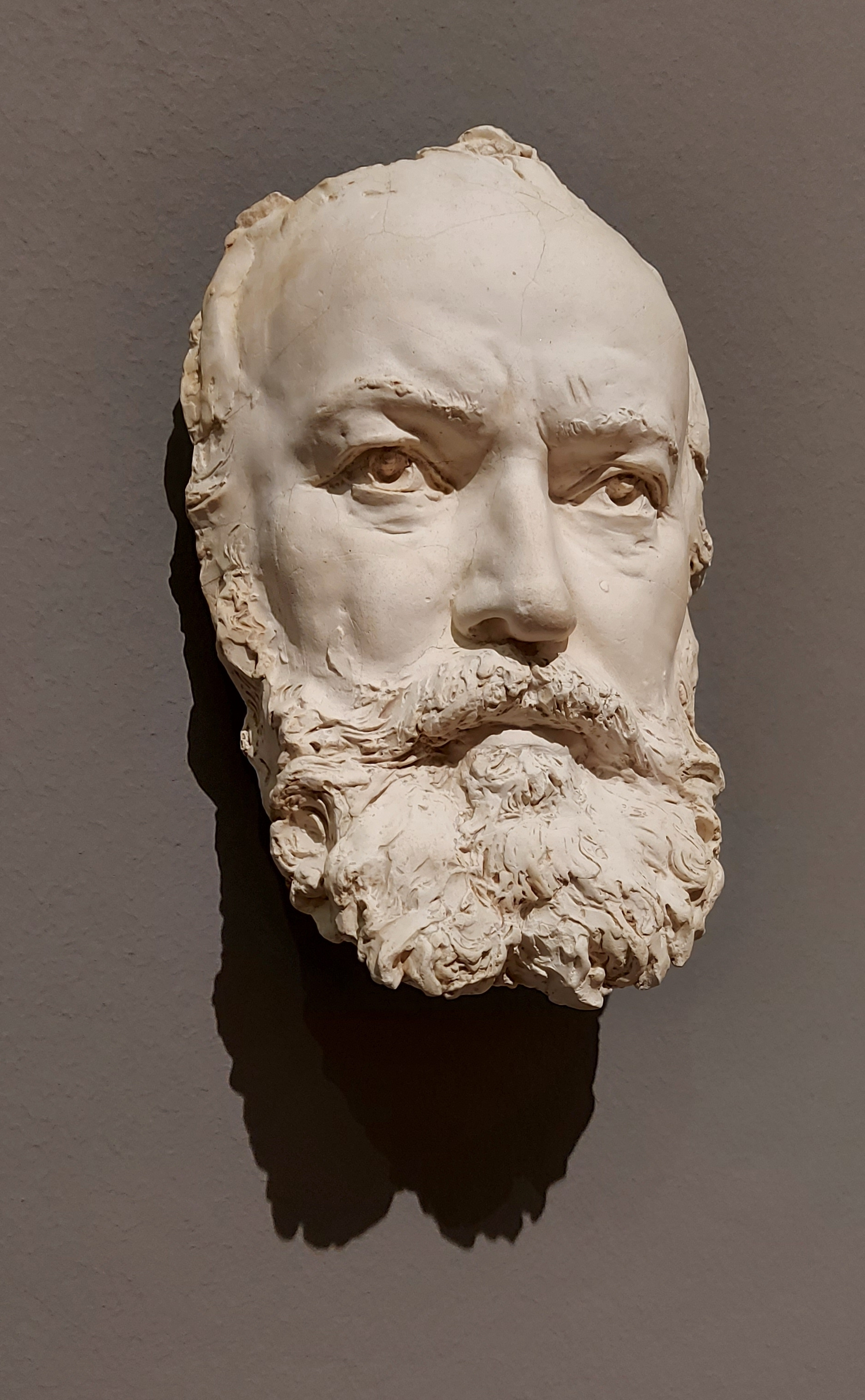
ザカリー・アストリュクによる彫刻、1882年 - 84年作
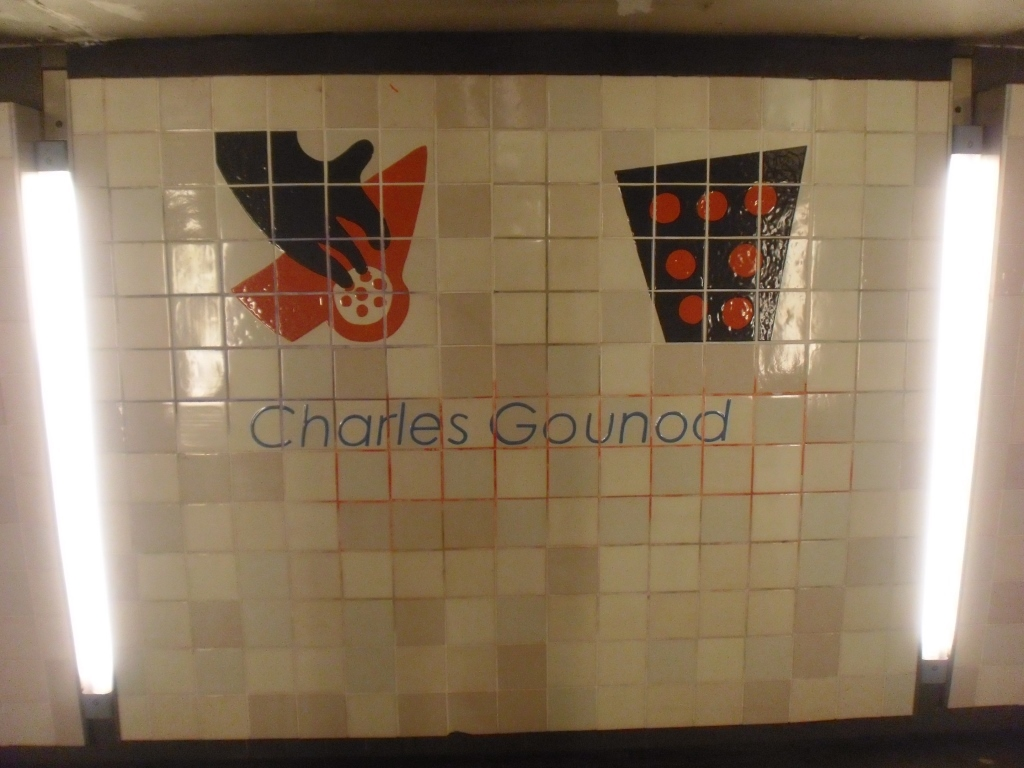
ドイツ・オペラ駅（ドイツ語版）に書かれたシャルル・グノーの名

## 主要作品

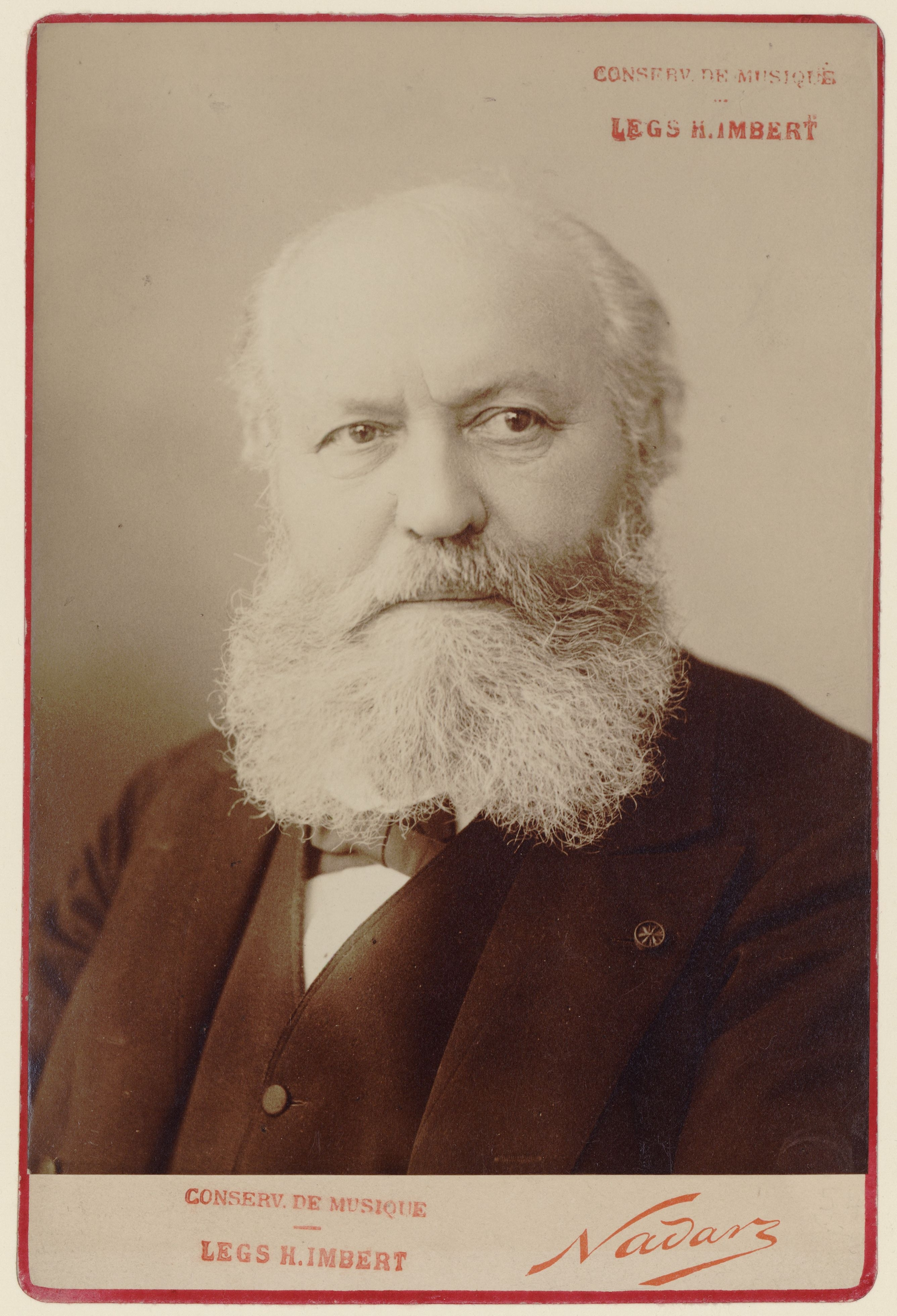
ナダール撮影（1890年）

グノーの作品はあらゆる分野にわたるが、今日ではオペラ『ファウスト』と『アヴェ・マリア』の作曲者としてもっともよく知られている。
管弦楽曲『操り人形の葬送行進曲』は、アルフレッド・ヒッチコックのテレビシリーズ『ヒッチコック劇場』でテーマ音楽に用いられて有名になった。日本ではLIXILのトイレ・INAXのラジオコマーシャル（2016年・CBCラジオほか）でも使われている。
2つの交響曲はハイドンやモーツァルトらの作品を熟知した上で作曲されている。この2曲は17歳のビゼーが交響曲ハ長調を作曲する上でも手本となった。

### オペラ
| 曲名                                                               | 備考 |
| ------------------------------------------------------------------ | --- |
| サッフォー Sapho, 1851年                                           | E.オージエの台本による3幕のオペラ。1884年に4幕に改訂される。初期作品であるが、時折上演され、終幕のアリア『不滅の竪琴よ』は有名である。 |
| 血に染まった修道女 La nonne sanglante, 1854年                      | A-E.スクリーブとG.ドラヴィーニュの台本による5幕のオペラ。『血にまみれた尼』とも。初期作品であり、演奏や録音は少なかったが、2010年にCPOレーベルからCDがリリースされた。 |
| いやいやながら医者にされ Le médecin malgré lui, 1858年             | J.バルビエとM.カレ、作曲者自身の台本による3幕のオペラ・コミック（モリエール原作）。『にわか医師』の訳題も用いられる。1924年のディアギレフによる上演では、エリック・サティがレシタティーフを作曲。 |
| ファウスト Faust, 1859年                                           | J.バルビエとM.カレの台本による5幕のオペラ（フランス語の発音では「フォースト」）。最も有名なオペラで、同時に最初に大規模な成功を収めた作品でもある。当初は対話を含むオペラ・コミック形式であったが、1868年のオペラ座での上演に際して、対話をレシタティーフ化し、オペラ座の慣習に基づいてバレエ音楽を追加する形で改訂しており、現在では、ほぼこの形で上演される。なお、バレエ音楽の作曲者はグノー本人でないとの説がある。またドイツでは、原作であるゲーテの『ファウスト』からかけ離れた内容であるとの理由から『マルガレーテ』（ヒロインであるマルグリートを原作通りにドイツ語で発音したもの）と呼ばれることが多かった。 |
| 鳩 La colombe, 1860年                                              | J.バルビエとM.カレの台本による2幕のオペラ・コミック。1924年のディアギレフによる上演では、フランシス・プーランクがレシタティーフを作曲。 |
| フィレモンとボシス Philémon et Baucis, 1860年                      | J.バルビエとM.カレの台本による2幕のオペラ・コミック（オヴィディウスの『変身物語』中の挿話に基づくラ・フォンテーヌの寓話による）。初演時は3幕構成であったが、1976年の改訂時に2幕とされた。1924年のディアギレフによる上演では、ジョルジュ・オーリックがレシタティーフを作曲。 |
| サバの女王 『シバの女王』とも表記される。 La reine de Saba, 1862年 | J.バルビエとM.カレの台本による5幕のオペラ。 |
| ミレイユ Mireille, 1864年                                          | M.カレの台本による5幕のオペラ（ミストラル原作）。2番目に成功したオペラである。1874年に4幕に改訂されたが成功せず、1889年に3幕のハッピーエンド版が作成され、比較的成功した。しかし、1901年にはオペラ・コミック座で再度、当初の悲劇的結末の5幕に戻しつつ、レシタティーフではなくセリフによる対話の版が上演され、こちらも成功した。しかし、1939年にレイナルド・アーンとアンリ・ビュッセルによるグノーの当初の意図を復元しようとする版（完全に正確な復元ではないにせよ）が上演され、これが成功すると、以後はこの版に基づく上演が主流となった。                                                                             |
| ロメオとジュリエット Roméo et Juliette, 1867年                     | J.バルビエとM.カレの台本による5幕のオペラ（シェークスピア原作）。『ファウスト』と共に最も知られる作品。ジュリエットのワルツ『私は夢に生きたい』はコロラトゥーラを得意とするソプラノたちに好んで歌われるアリアである。 |
| サン＝マール Cinq-Mars, 1877年                                     | L.ガレとP.ポワルソンの台本による4幕のオペラ。サン＝マール侯を題材にしており、王（ルイ13世）やマリオン・ドロルム（当時の有名なクルティザンヌ）が登場する。 |
| ポリュクト Polyeucte, 1878年                                       | J.バルビエとM.カレの台本による5幕のオペラ。 |
| ザモラの貢ぎ物 Le tribut de Zamora, 1881年                         | A.P.デリーとJ.ブレジルの台本による5幕のオペラ。ただし台本作者にJ.バルビエとM.カレも関わっているとされる。このオペラをもってグノーはオペラの作曲を止めたため、最後の作品である。 |
| ピエール親方 （未完）Maitre Pierre, 1877年-1878年                  | L.ガレの台本による5幕のオペラ（アベラールとエロイーズの物語に基づく）。管弦楽配置が半分ほど終了した時点で放棄された。グノーは、「4部からなる劇的組曲」に素材を流用した（スコアがパリの国立図書館に存在する）。グノーの死後、未亡人がカミーユ・サン＝サーンスに完成を依頼し、グノーが完成した部分をつなぐレシタティーフが追加された。1939年に、レイナルド・アーンが最後の場面のみ演奏会形式で上演した。 |

### 劇音楽
| 曲名                                        | 備考                                |
| ------------------------------------------- | ----------------------------------- |
| ユリシーズ Ulysse, 1851年                   | Ponsardの劇のための音楽。全5幕。    |
| 町人貴族 Le bourgeois gentilhomme, 1856年   | モリエールの劇のための音楽。        |
| フランスの2人の王女 Les deux reines, 1865年 | ルグヴェの劇のための音楽。全4幕。   |
| ジャンヌ・ダルク Jeanne d'Arc, 1873年       | J.バルビエの劇のための音楽。全5幕。 |

### 交響曲と管弦楽曲
- 交響曲第1番 ニ長調（1854年）
  - 全4楽章からなる最初の交響曲。ミシェル・プラッソン、クリストファー・ホグウッド、ネヴィル・マリナーなどの録音がある。
- 交響曲第2番 変ホ長調（1856年）
  - 全4楽章からなる2番目の交響曲。イーゴリ・マルケヴィチ（1957年）、ネヴィル・マリナーなどの録音がある。
- 小交響曲 変ホ長調（1888年）
  - 管楽合奏（ハルモニームジークの編成）のためのシンフォニエッタであるが、厳密には室内楽に分類される。
- 操り人形の葬送行進曲

### 宗教音楽・ミサ曲
- 聖セシリア荘厳ミサ曲（Messe solennelle en l'honneur de Sainte Cécile, 1855年）
  - 3人の独唱陣（S,T,Bs）、合唱、管弦楽とオルガンのための作品。同年に作曲された『荘厳ミサ』より改作したもの。『聖チェチーリア荘厳ミサ曲』とも呼ばれる。
- レクイエム ハ長調（Requiem en Do majeur, 1893年）
  - 4人の独唱陣（S,A,T,Bs）、合唱と管弦楽（ピアノまたはオルガンの任意）のための作品。

### オラトリオ
- トビー（英語版）（Tobie, 1854年）
- 十字架上のキリストの最後の7つの言葉（英語版）（Les Sept Paroles de Notre Seigneur Jésus-Christ sur la Croix, 1855年）
- 贖罪（英語版）（La rédemption, 1882年）
- 死と生（英語版）（Mors et vita, 1885年）
- アッシジの聖フランチェスコ（英語版）（Saint Francois d'Assise, 1891年）

### 歌曲
- アヴェ・マリア - 1853年にアルフォンス・ド・ラマルティーヌの詩をつけられて出版された。1859年に現在の歌詞がつけられた。
- 6つのメロディー （6 mélodies, 1855年）- 最初に出版された歌曲集。「ヴェニス」（アルフレッド・ド・ミュッセ詩）が有名。
- セレナード（Sérénade, 1857年） - ヴィクトル・ユゴー詩。さまざまな編曲でも知られる。日本では戦前に近藤朔風の訳詩による「夜の調べ」として知られ、1970年代まで高等学校の教科書に採用されていた。
- 春の歌（Chanson de printemps, 1860年）- ウジェーヌ・トゥルヌー詩。
- おいで、芝生が緑だから（Viens, les gazons sont verts, 1875年）- ジュール・バルビエ詩。
- いない人 - (L'absent, 1877年）- グノー本人の詩による。

## 音声メディア
| Faust : "O merveille! ... A moi les plaisirs" 『 ファウスト 』より、 エンリコ・カルーソー 歌唱、 マルセル・ジュールネ 演奏、1910年 アヴェ・マリア アヴェ・マリア 、ピアノとチェロによる演奏 Marche Pontificale Adopted as the official anthem of the Pope, the Holy See and the Vatican City State O Divine Redeemer (1894) チャールズ・W・クラーク 、1913年 | 小交響曲 （1885年） 1. アダージョ～アレグレット 2. アンダンテ・カンタービレ 3. スケルツォ 4. フィナーレ フェリックス・スコーロネック （ 英語版 ） (フルート) ら Soni Ventorum Wind Quintet ほかアシスタントによる演奏 これらの音声や映像がうまく視聴できない場合は、 Help:音声・動画の再生 をご覧ください。 |

## エピソード
グノーが楽長を務めていたサントゥスタシュ教会の聖歌隊に、後に画家として著名になるピエール＝オーギュスト・ルノワールが、1850年頃から数年間所属していたことがある。グノーはルノワールに声楽を教え、ルノワールの歌手としての才能を高く評価していた。そのため、グノーはルノワールの両親にルノワールをオペラ座の合唱団に入れることを提案したが、断られた。グノーはルノワールを歌手にしようと考えていたので、その才能を惜しんだ。